# 埃斯皮纳斯-沃泽勒
埃斯皮纳斯-沃泽勒（法語：Espinasse-Vozelle，法語發音：[ɛspinas vɔzɛl]）是法国阿列省的一个市镇，位于该省南部偏东，属于维希区。该市镇于1829年由原市镇埃斯皮纳斯（Espinasse）和沃泽勒（Vozelle）合并而成。

## 地理
埃斯皮纳斯-沃泽勒（46°7'35"N, 3°19'27"E）面积17.87 平方千米，位于法国奥弗涅-罗讷-阿尔卑斯大区阿列省，该省份为法国中部省份，北起涅夫勒省、西北接谢尔省，西南至克勒兹省，南至多姆山省，东南临卢瓦尔省，东临索恩-卢瓦尔省。
与埃斯皮纳斯-沃泽勒接壤的市镇（或旧市镇、城区）包括：阿列河畔贝尔里夫、沙尔梅伊、科尼亚-利奥讷、埃斯屈罗勒、圣蓬、塞尔巴讷、旺达。
埃斯皮纳斯-沃泽勒的时区为UTC+01:00、UTC+02:00（夏令时）。

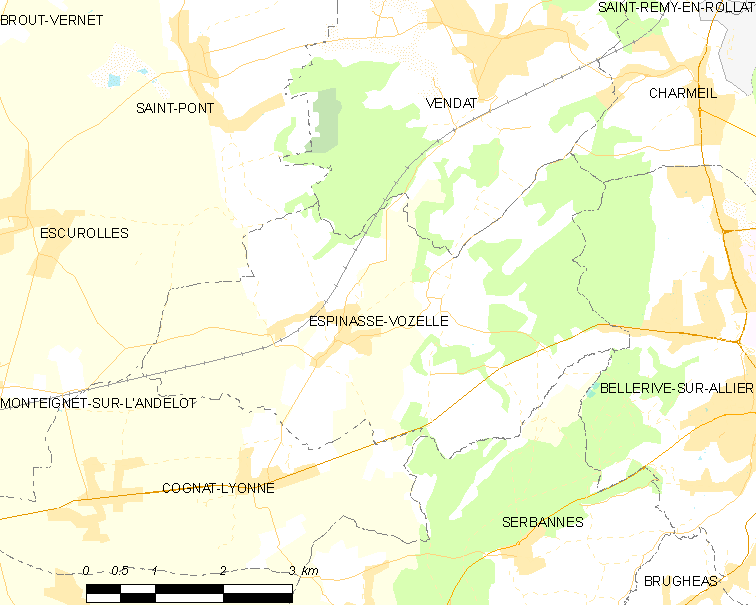
埃斯皮纳斯-沃泽勒的OSM定位图

## 行政
埃斯皮纳斯-沃泽勒的邮政编码为03110，INSEE市镇编码为03110。

## 政治
埃斯皮纳斯-沃泽勒所属的省级选区为阿列河畔贝尔里夫县。

## 人口

1962-2008年间埃斯皮纳斯-沃泽勒人口变化图示

埃斯皮纳斯-沃泽勒于2022年1月1日时的人口数量为973人。